# 질 켈리

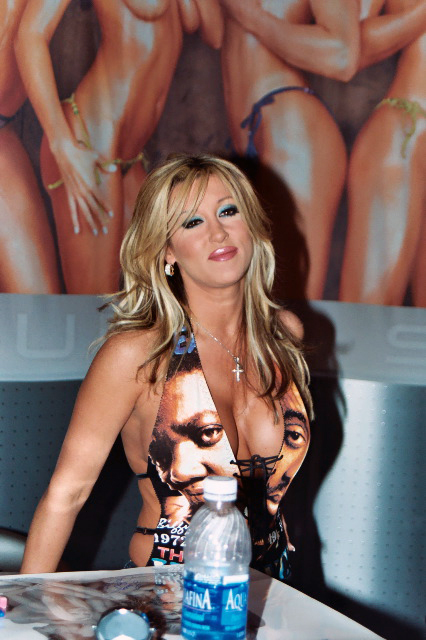

질 켈리(Jill Kelly, 1971년 2월 1일 ~ )는 여자 미국의 전 AV다. 키는 170cm 몸무게는 52kg이다.
남부 캘리포니아 출신 인 켈리는 로스 앤젤레스 교외 포모나에서 태어났다. 그녀는 1993년 라스 베이거스에서 열렸던 CES 대회에서 만난 포르노 배우 칼 잼머와 결혼했다. 그들은 한 달 후 결혼했다. 잼머는 그녀를 성인용 영화 세계에 소개했으며 경력이 시작되었다. 그러나 그녀는 카메라에서 나온 불신앙 때문에 그녀와 헤어졌다. 1995년 1월 25일 잼머가 켈리 집앞 길에서 자신을 총으로 쏴서 자살했었다. 2000년 5월 6일 그녀는 성인 스타 줄리안과 결혼했지만 2001년 말에 이혼했다. 그녀는 2003년 9월 20일 배우/프로듀서/코리 코디네이터 코리 조던에게 3번째 결혼했다가 불행하게도이 결혼은 마지막도 아니고 부부도 2004년 10월에만 이혼을 마무리하기 위해 1년후에 헤어졌다. 또한 90년대 중반 동료 여성 동료 인 PJ 스파엑스와 화면이 안 보이는 관계가 있다. 영화 파이어 & 아이스 : 엑트라는 댄스 듀오의 일환으로 무대에서 함께 공연되고 무대에 올랐다. 그들은 또한 파이어 & 아이스 : 더 엑트 인 코트라는 춤 공연의 포르노 장편 영화를 발표했다.